# Émile Boizot
Pour les articles homonymes, voir Boizot.
Léopold Émile Boizot, né à Paris le 31 mars 1876 et mort à Paris le 23 octobre 1948, est un graveur sur bois et artiste peintre français, actif entre 1892 et 1945.

## Biographie
Né le 31 mars 1876 dans le 4e arrondissement de Paris de Léopold Boizot et de Louise Marie Loizeau, Émile Boizot est le petit-fils du côté maternel du peintre François-Émile Loizeau. Il intègre l'école Estienne en 1891 et en sort diplômé en 1893 ; il reçoit l'enseignement en gravure de Stéphane Pannemaker.
En 1899, il expose au salon de la Société nationale des beaux-arts une gravure d'après Antoine Watteau, dont il devient membre. Il y expose régulièrement jusqu'en 1910.
Le 15 mai 1920, il reforme avec Jacques Beltrand, Jean Émile Laboureur, Paul-Émile Colin, Pierre Gusman, et Robert Bonfils la Société de la gravure sur bois originale, « pour une durée indéterminée dans le but de créer un lien entre les artistes et les amateurs de ce procédé graphique, de maintenir la tradition du bois gravé typographique noir ou couleur, et d'affirmer cet art par des publications, des expositions, des conférences, des rétrospectives, etc. ». Léon Comar (1863-1932) en fut le premier président.
Émile Boizot meurt dans le 14e arrondissement de Paris) le 23 octobre 1948.

## Ouvrages illustrés

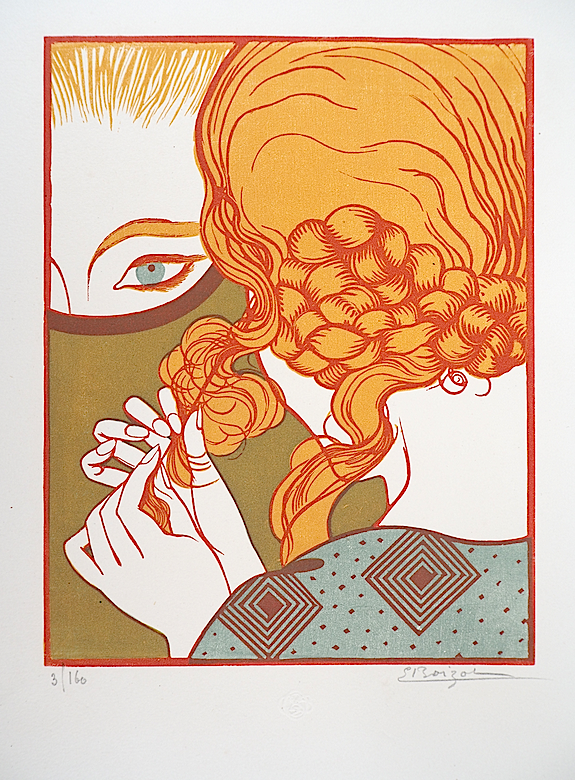
Le Miroir, bois en couleur, 1927.

- Joris-Karl Huysmans, La Bièvre, bois d'après des dessins de Léon Lebègue, F. Ferroud, 1914.
- [collectif], Le Nouvel Imagier, trois fascicules, Roger et Chernoviz, 1914-1920.
- Albert Samain, Xanthis ou La Vitrine sentimentale, L. Carteret, 1917.
- [collectif], Imagier, 10 albums, Société de la gravure sur bois originale, 1920-1929.
- François de Maynard, La Belle Vieille, François Bernouard, 1924.
- Georges Duhamel, Twinka, bois d'après des aquarelles de François Quelvée, Chez Jean Crès, 1945.